# سنترال های (اکلاهما)
سنترال های(به انگلیسی: Central High) شهری در ایالت اکلاهما کشور ایالات متحده آمریکا است که جمعیت آن در سرشماری سال ۲۰۱۰ میلادی، ۱٬۱۹۹ نفر بوده‌است.